# Trixoscelis triplex
Trixoscelis triplex är en tvåvingeart som beskrevs av Axel Leonard Melander 1952. Trixoscelis triplex ingår i släktet Trixoscelis och familjen myllflugor. Inga underarter finns listade i Catalogue of Life.